# 園基茂
園 基茂（その もとしげ、1793年6月21日（寛政5年5月13日） - 1840年7月12日（天保11年6月14日））は、江戸時代の公家。権中納言。参議。華道家。園家21当主。青山流第24代家元。
義姉は光格天皇の典侍である高野正子。孫は明治天皇の側室である園祥子。

## 生涯
権大納言・園基理の子として生まれる。1824年7月15日（文政7年6月19日）、参議となり、1831年（天保2年）権中納言、1836年（天保7年）に正二位となる。青山流生花の家元で「活花手引草後編」を手掛けた。
1840年7月12日（天保11年6月14日）、死去。享年48。戒名は清凉光院観月澄智。著作に「石清水臨時祭申沙汰記草」などがある。

## 系譜
- 父親：中山忠尹
- 母親：三条実顕の娘
- 養父：園基理
- 義姉：高野正子 - 光格天皇の典侍。
- 兄：園基利
- 正室：松浦季子 - 松浦清の娘。中山愛子の姉で明治天皇の大叔母。
  - 男子：園基万
  - 男子：園基祥[4]
  - 女子：茂子
  - 女子：藤谷為兄室
  - 養女：中山愛子 - 松浦清の娘。中山忠能の正室。
- 孫：園祥子 - 明治天皇の側室。